# Quint Ancari (tribú de la plebs)
Quint Ancari (llatí: Quintus Ancharius) va ser un tribú de la plebs de Roma durant el consolat de Cèsar i Bíbul (59 aC).
Es va oposar a la llei agrària de Cèsar, i a conseqüència dels seus serveis el partit aristocràtic li va facilitar l'obtenció de la magistratura de pretor l'any 56 aC. L'any 55 aC va anar com a propretor a governar Macedònia, quan el senat va desposseir del càrrec a Luci Calpurni Pisó pel seu mal govern.